# Volta à Catalunha de 2016
A 96.ª edição da competição ciclista Volta à Catalunha celebrou-se na Catalunha entre a 21 e a 27 de março de 2016. Começando em Calella e finalizando em Barcelona.
A carreira fez parte do UCI WorldTour de 2016, calendário ciclístico de máximo nível mundial, sendo a quinta carreira de dito circuito.
A carreira foi vencida pelo corredor colombiano Nairo Quintana da equipa Movistar Team, em segundo lugar Alberto Contador (Tinkoff) e em terceiro lugar Daniel Martin (Etixx-Quick Step).

## Equipas participantes
Tomaram parte na carreira 24 equipas: os 18 UCI ProTeam (ao ter assegurada e ser obrigatória a sua participação), mais 6 equipas de categoria Profissional Continental convidados pela organização (Caja Rural-Seguros RGA, Cofidis, Solutions Crédits, CCC Sprandi Polkowice, Roompot Oranje Peloton, Verva ActiveJet Pro Cycling Team e Wanty-Groupe Gobert). Formando assim um pelotão de 191 corredores, de 8 ciclistas a cada equipa (excepto a Astana que saiu com 7), dos que finalizaram 126. As equipas participantes foram:
| Equipes WorldTeam (18)- AG2R La Mondiale - Astana - BMC Racing Team - Cannondale - Dimension Data - Etixx-Quick Step - FDJ - Giant-Alpecin - IAM Cycling - Katusha - Lampre-Merida - Lotto NL-Jumbo - Lotto-Soudal - Movistar Team - Orica-GreenEDGE - Sky - Tinkoff - Trek-Segafredo Equipes profissionais Continentais (6)- Caja Rural-Seguros RGA - CCC Sprandi Polkowice - Cofidis, Solutions Crédits - Roompot-Oranje Peloton - Verva ActiveJet - Wanty-Groupe Gobert |
| |

## Etapas
A Volta à Catalunha dispôs de sete etapas para um percurso total de 1219,6 quilómetros.
| Etapa | Data    | Percurso                               | type            | Distância (km) | Vencedor         | Líder geral    |
| ----- | ------- | -------------------------------------- | --------------- | -------------- | ---------------- | -------------- |
| 1     | 21 mar. | Calella – Calella                      | etapa escarpada | 175,8          | Nacer Bouhanni   | Nacer Bouhanni |
| 2     | 22 mar. | Mataró – Olot                          | etapa escarpada | 178,7          | Nacer Bouhanni   | Nacer Bouhanni |
| 3     | 23 mar. | Girona – La Molina                     | alta montanha   | 172,1          | Daniel Martin    | Daniel Martin  |
| 4     | 24 mar. | Bagà – Port Ainé                       | alta montanha   | 172,2          | Thomas De Gendt  | Nairo Quintana |
| 5     | 25 mar. | Rialp – Valls                          | média montanha  | 187,2          | Wout Poels       | Nairo Quintana |
| 6     | 26 mar. | Sant Joan Despí – Vilanova i la Geltrú | etapa plana     | 197,2          | Davide Cimolai   | Nairo Quintana |
| 7     | 27 mar. | Barcelona – Montjuïc                   | etapa escarpada | 136,4          | Alexey Tsatevich | Nairo Quintana |

## Desenvolvimento da carreira

### Etapa 1
| Calella - Calella | etapa escarpada | (175,8 km) |

| \| Classificação por etapas \| Classificação por etapas \| Classificação por etapas \| Classificação por etapas \| Classificação por etapas \| \| Ciclista \| Ciclista \| Equipe \| Tempo \| \| \| ------------------------ \| ------------------------ \| -------------------------- \| ------------------------ \| ------------------------ \| \| 1. \| Nacer Bouhanni \| Cofidis, Solutions Crédits \| 4h28m51s \| \| \| 2. \| Ben Swift \| Team Sky \| + 0s \| \| \| 3. \| Daryl Impey \| Orica-GreenEDGE \| + 0s \| \| \| 4. \| Enrico Gasparotto \| Wanty-Groupe Gobert \| + 0s \| \| \| 5. \| Alexey Tsatevich \| Katusha \| + 0s \| \| \| 6. \| Carlos Barbero \| Caja Rural-Seguros RGA \| + 0s \| \| \| 7. \| Jordi Simón \| Verva ActiveJet \| + 0s \| \| \| 8. \| Kévin Réza \| FDJ \| + 0s \| \| \| 9. \| Eduard Prades \| Caja Rural-Seguros RGA \| + 0s \| \| \| 10. \| Georg Preidler \| Giant-Alpecin \| + 0s \| \| |                   |                            |          |
| |                   |                            |          |
| Fonte: ProCyclingStats |                   |                            |          |
| Classificação por etapas |                   |                            |          |
| Ciclista | Ciclista          | Equipe                     | Tempo    |
| 1. | Nacer Bouhanni    | Cofidis, Solutions Crédits | 4h28m51s |
| 2. | Ben Swift         | Team Sky                   | + 0s     |
| 3. | Daryl Impey       | Orica-GreenEDGE            | + 0s     |
| 4. | Enrico Gasparotto | Wanty-Groupe Gobert        | + 0s     |
| 5. | Alexey Tsatevich  | Katusha                    | + 0s     |
| 6. | Carlos Barbero    | Caja Rural-Seguros RGA     | + 0s     |
| 7. | Jordi Simón       | Verva ActiveJet            | + 0s     |
| 8. | Kévin Réza        | FDJ                        | + 0s     |
| 9. | Eduard Prades     | Caja Rural-Seguros RGA     | + 0s     |
| 10. | Georg Preidler    | Giant-Alpecin              | + 0s     |

| \| Classificação geral \| Classificação geral \| Classificação geral \| Classificação geral \| Classificação geral \| \| Ciclista \| Ciclista \| Equipe \| Tempo \| \| \| ------------------- \| ------------------- \| -------------------------- \| ------------------- \| ------------------- \| \| 1. \| Nacer Bouhanni \| Cofidis, Solutions Crédits \| 4h28m41s \| \| \| 2. \| Ben Swift \| Team Sky \| + 4s \| \| \| 3. \| Daryl Impey \| Orica-GreenEDGE \| + 6s \| \| \| 4. \| Louis Vervaeke \| Lotto-Soudal \| + 7s \| \| \| 5. \| Javier Moreno \| Movistar Team \| + 8s \| \| \| 6. \| Rubén Fernández \| Movistar Team \| + 9s \| \| \| 7. \| Cameron Meyer \| Dimension Data \| + 9s \| \| \| 8. \| Enrico Gasparotto \| Wanty-Groupe Gobert \| + 10s \| \| \| 9. \| Alexey Tsatevich \| Katusha \| + 10s \| \| \| 10. \| Carlos Barbero \| Caja Rural-Seguros RGA \| + 10s \| \| |                   |                            |          |
| |                   |                            |          |
| Fonte: ProCyclingStats |                   |                            |          |
| Classificação geral |                   |                            |          |
| Ciclista | Ciclista          | Equipe                     | Tempo    |
| 1. | Nacer Bouhanni    | Cofidis, Solutions Crédits | 4h28m41s |
| 2. | Ben Swift         | Team Sky                   | + 4s     |
| 3. | Daryl Impey       | Orica-GreenEDGE            | + 6s     |
| 4. | Louis Vervaeke    | Lotto-Soudal               | + 7s     |
| 5. | Javier Moreno     | Movistar Team              | + 8s     |
| 6. | Rubén Fernández   | Movistar Team              | + 9s     |
| 7. | Cameron Meyer     | Dimension Data             | + 9s     |
| 8. | Enrico Gasparotto | Wanty-Groupe Gobert        | + 10s    |
| 9. | Alexey Tsatevich  | Katusha                    | + 10s    |
| 10. | Carlos Barbero    | Caja Rural-Seguros RGA     | + 10s    |

### Etapa 2
| Mataró - Olot | etapa escarpada | (178,7 km) |

| \| Classificação por etapas \| Classificação por etapas \| Classificação por etapas \| Classificação por etapas \| Classificação por etapas \| \| Ciclista \| Ciclista \| Equipe \| Tempo \| \| \| ------------------------ \| ------------------------ \| -------------------------- \| ------------------------ \| ------------------------ \| \| 1. \| Nacer Bouhanni \| Cofidis, Solutions Crédits \| 4h39m10s \| \| \| 2. \| Gianni Meersman \| Etixx-Quick Step \| + 0s \| \| \| 3. \| Philippe Gilbert \| BMC Racing Team \| + 0s \| \| \| 4. \| Alexey Tsatevich \| Katusha \| + 0s \| \| \| 5. \| Carlos Barbero \| Caja Rural-Seguros RGA \| + 0s \| \| \| 6. \| Kiel Reijnen \| Trek-Segafredo \| + 0s \| \| \| 7. \| Enrico Gasparotto \| Wanty-Groupe Gobert \| + 0s \| \| \| 8. \| Jonas Van Genechten \| IAM Cycling \| + 0s \| \| \| 9. \| Paweł Franczak \| Verva ActiveJet \| + 0s \| \| \| 10. \| Kévin Réza \| FDJ \| + 0s \| \| |                     |                            |          |
| |                     |                            |          |
| Fonte: ProCyclingStats |                     |                            |          |
| Classificação por etapas |                     |                            |          |
| Ciclista | Ciclista            | Equipe                     | Tempo    |
| 1. | Nacer Bouhanni      | Cofidis, Solutions Crédits | 4h39m10s |
| 2. | Gianni Meersman     | Etixx-Quick Step           | + 0s     |
| 3. | Philippe Gilbert    | BMC Racing Team            | + 0s     |
| 4. | Alexey Tsatevich    | Katusha                    | + 0s     |
| 5. | Carlos Barbero      | Caja Rural-Seguros RGA     | + 0s     |
| 6. | Kiel Reijnen        | Trek-Segafredo             | + 0s     |
| 7. | Enrico Gasparotto   | Wanty-Groupe Gobert        | + 0s     |
| 8. | Jonas Van Genechten | IAM Cycling                | + 0s     |
| 9. | Paweł Franczak      | Verva ActiveJet            | + 0s     |
| 10. | Kévin Réza          | FDJ                        | + 0s     |

| \| Classificação geral \| Classificação geral \| Classificação geral \| Classificação geral \| Classificação geral \| \| Ciclista \| Ciclista \| Equipe \| Tempo \| \| \| ------------------- \| ------------------- \| -------------------------- \| ------------------- \| ------------------- \| \| 1. \| Nacer Bouhanni \| Cofidis, Solutions Crédits \| 9h07m41s \| \| \| 2. \| Ben Swift \| Team Sky \| + 14s \| \| \| 3. \| Thomas De Gendt \| Lotto-Soudal \| + 14s \| \| \| 4. \| Daryl Impey \| Orica-GreenEDGE \| + 16s \| \| \| 5. \| Philippe Gilbert \| BMC Racing Team \| + 16s \| \| \| 6. \| Maxime Bouet \| Etixx-Quick Step \| + 16s \| \| \| 7. \| Louis Vervaeke \| Lotto-Soudal \| + 17s \| \| \| 8. \| Javier Moreno \| Movistar Team \| + 18s \| \| \| 9. \| Rubén Fernández \| Movistar Team \| + 19s \| \| \| 10. \| Alexey Tsatevich \| Katusha \| + 20s \| \| |                  |                            |          |
| |                  |                            |          |
| Fonte: ProCyclingStats |                  |                            |          |
| Classificação geral |                  |                            |          |
| Ciclista | Ciclista         | Equipe                     | Tempo    |
| 1. | Nacer Bouhanni   | Cofidis, Solutions Crédits | 9h07m41s |
| 2. | Ben Swift        | Team Sky                   | + 14s    |
| 3. | Thomas De Gendt  | Lotto-Soudal               | + 14s    |
| 4. | Daryl Impey      | Orica-GreenEDGE            | + 16s    |
| 5. | Philippe Gilbert | BMC Racing Team            | + 16s    |
| 6. | Maxime Bouet     | Etixx-Quick Step           | + 16s    |
| 7. | Louis Vervaeke   | Lotto-Soudal               | + 17s    |
| 8. | Javier Moreno    | Movistar Team              | + 18s    |
| 9. | Rubén Fernández  | Movistar Team              | + 19s    |
| 10. | Alexey Tsatevich | Katusha                    | + 20s    |

### Etapa 3
| Girona - La Molina | alta montanha | (172,1 km) |

| \| Classificação por etapas \| Classificação por etapas \| Classificação por etapas \| Classificação por etapas \| Classificação por etapas \| \| Ciclista \| Ciclista \| Equipe \| Tempo \| \| \| ------------------------ \| ------------------------ \| ------------------------ \| ------------------------ \| ------------------------ \| \| 1. \| Daniel Martin \| Etixx-Quick Step \| 5h00m27s \| \| \| 2. \| Alberto Contador \| Tinkoff \| + 2s \| \| \| 3. \| Romain Bardet \| AG2R La Mondiale \| + 2s \| \| \| 4. \| Tejay van Garderen \| BMC Racing Team \| + 2s \| \| \| 5. \| Richie Porte \| BMC Racing Team \| + 9s \| \| \| 6. \| Nairo Quintana \| Movistar Team \| + 9s \| \| \| 7. \| Davide Formolo \| Cannondale \| + 11s \| \| \| 8. \| Ilnur Zakarin \| Katusha \| + 12s \| \| \| 9. \| Chris Froome \| Team Sky \| + 12s \| \| \| 10. \| Hugh Carthy \| Caja Rural-Seguros RGA \| + 18s \| \| |                    |                        |          |
| |                    |                        |          |
| Fonte: ProCyclingStats |                    |                        |          |
| Classificação por etapas |                    |                        |          |
| Ciclista | Ciclista           | Equipe                 | Tempo    |
| 1. | Daniel Martin      | Etixx-Quick Step       | 5h00m27s |
| 2. | Alberto Contador   | Tinkoff                | + 2s     |
| 3. | Romain Bardet      | AG2R La Mondiale       | + 2s     |
| 4. | Tejay van Garderen | BMC Racing Team        | + 2s     |
| 5. | Richie Porte       | BMC Racing Team        | + 9s     |
| 6. | Nairo Quintana     | Movistar Team          | + 9s     |
| 7. | Davide Formolo     | Cannondale             | + 11s    |
| 8. | Ilnur Zakarin      | Katusha                | + 12s    |
| 9. | Chris Froome       | Team Sky               | + 12s    |
| 10. | Hugh Carthy        | Caja Rural-Seguros RGA | + 18s    |

| \| Classificação geral \| Classificação geral \| Classificação geral \| Classificação geral \| Classificação geral \| \| Ciclista \| Ciclista \| Equipe \| Tempo \| \| \| ------------------- \| ------------------- \| ------------------- \| ------------------- \| ------------------- \| \| 1. \| Daniel Martin \| Etixx-Quick Step \| 14h08m18s \| \| \| 2. \| Alberto Contador \| Tinkoff \| + 6s \| \| \| 3. \| Romain Bardet \| AG2R La Mondiale \| + 8s \| \| \| 4. \| Tejay van Garderen \| BMC Racing Team \| + 12s \| \| \| 5. \| Nairo Quintana \| Movistar Team \| + 19s \| \| \| 6. \| Richie Porte \| BMC Racing Team \| + 19s \| \| \| 7. \| Davide Formolo \| Cannondale \| + 21s \| \| \| 8. \| Chris Froome \| Team Sky \| + 22s \| \| \| 9. \| Ilnur Zakarin \| Katusha \| + 22s \| \| \| 10. \| Geraint Thomas \| Team Sky \| + 28s \| \| |                    |                  |           |
| |                    |                  |           |
| Fonte: ProCyclingStats |                    |                  |           |
| Classificação geral |                    |                  |           |
| Ciclista | Ciclista           | Equipe           | Tempo     |
| 1. | Daniel Martin      | Etixx-Quick Step | 14h08m18s |
| 2. | Alberto Contador   | Tinkoff          | + 6s      |
| 3. | Romain Bardet      | AG2R La Mondiale | + 8s      |
| 4. | Tejay van Garderen | BMC Racing Team  | + 12s     |
| 5. | Nairo Quintana     | Movistar Team    | + 19s     |
| 6. | Richie Porte       | BMC Racing Team  | + 19s     |
| 7. | Davide Formolo     | Cannondale       | + 21s     |
| 8. | Chris Froome       | Team Sky         | + 22s     |
| 9. | Ilnur Zakarin      | Katusha          | + 22s     |
| 10. | Geraint Thomas     | Team Sky         | + 28s     |

### Etapa 4
| Bagà - Port Ainé | alta montanha | (172,2 km) |

| \| Classificação por etapas \| Classificação por etapas \| Classificação por etapas \| Classificação por etapas \| Classificação por etapas \| \| Ciclista \| Ciclista \| Equipe \| Tempo \| \| \| ------------------------ \| ------------------------ \| ------------------------ \| ------------------------ \| ------------------------ \| \| 1. \| Thomas De Gendt \| Lotto-Soudal \| 4h52m04s \| \| \| 2. \| Nairo Quintana \| Movistar Team \| + 1m08s \| \| \| 3. \| Richie Porte \| BMC Racing Team \| + 1m23s \| \| \| 4. \| Alberto Contador \| Tinkoff \| + 1m23s \| \| \| 5. \| Tejay van Garderen \| BMC Racing Team \| + 1m36s \| \| \| 6. \| Pieter Weening \| Roompot-Oranje Peloton \| + 1m36s \| \| \| 7. \| Ilnur Zakarin \| Katusha \| + 1m41s \| \| \| 8. \| Chris Froome \| Team Sky \| + 1m45s \| \| \| 9. \| Romain Bardet \| AG2R La Mondiale \| + 1m45s \| \| \| 10. \| Daniel Martin \| Etixx-Quick Step \| + 1m45s \| \| |                    |                        |          |
| |                    |                        |          |
| Fonte: ProCyclingStats |                    |                        |          |
| Classificação por etapas |                    |                        |          |
| Ciclista | Ciclista           | Equipe                 | Tempo    |
| 1. | Thomas De Gendt    | Lotto-Soudal           | 4h52m04s |
| 2. | Nairo Quintana     | Movistar Team          | + 1m08s  |
| 3. | Richie Porte       | BMC Racing Team        | + 1m23s  |
| 4. | Alberto Contador   | Tinkoff                | + 1m23s  |
| 5. | Tejay van Garderen | BMC Racing Team        | + 1m36s  |
| 6. | Pieter Weening     | Roompot-Oranje Peloton | + 1m36s  |
| 7. | Ilnur Zakarin      | Katusha                | + 1m41s  |
| 8. | Chris Froome       | Team Sky               | + 1m45s  |
| 9. | Romain Bardet      | AG2R La Mondiale       | + 1m45s  |
| 10. | Daniel Martin      | Etixx-Quick Step       | + 1m45s  |

| \| Classificação geral \| Classificação geral \| Classificação geral \| Classificação geral \| Classificação geral \| \| Ciclista \| Ciclista \| Equipe \| Tempo \| \| \| ------------------- \| ------------------- \| ---------------------- \| ------------------- \| ------------------- \| \| 1. \| Nairo Quintana \| Movistar Team \| 19h01m43s \| \| \| 2. \| Alberto Contador \| Tinkoff \| + 8s \| \| \| 3. \| Richie Porte \| BMC Racing Team \| + 17s \| \| \| 4. \| Daniel Martin \| Etixx-Quick Step \| + 24s \| \| \| 5. \| Tejay van Garderen \| BMC Racing Team \| + 27s \| \| \| 6. \| Romain Bardet \| AG2R La Mondiale \| + 32s \| \| \| 7. \| Ilnur Zakarin \| Katusha \| + 42s \| \| \| 8. \| Chris Froome \| Team Sky \| + 46s \| \| \| 9. \| Hugh Carthy \| Caja Rural-Seguros RGA \| + 1m01s \| \| \| 10. \| Rigoberto Urán \| Cannondale \| + 1m16s \| \| |                    |                        |           |
| |                    |                        |           |
| Fonte: ProCyclingStats |                    |                        |           |
| Classificação geral |                    |                        |           |
| Ciclista | Ciclista           | Equipe                 | Tempo     |
| 1. | Nairo Quintana     | Movistar Team          | 19h01m43s |
| 2. | Alberto Contador   | Tinkoff                | + 8s      |
| 3. | Richie Porte       | BMC Racing Team        | + 17s     |
| 4. | Daniel Martin      | Etixx-Quick Step       | + 24s     |
| 5. | Tejay van Garderen | BMC Racing Team        | + 27s     |
| 6. | Romain Bardet      | AG2R La Mondiale       | + 32s     |
| 7. | Ilnur Zakarin      | Katusha                | + 42s     |
| 8. | Chris Froome       | Team Sky               | + 46s     |
| 9. | Hugh Carthy        | Caja Rural-Seguros RGA | + 1m01s   |
| 10. | Rigoberto Urán     | Cannondale             | + 1m16s   |

### Etapa 5
| Rialp - Valls | média montanha | (187,2 km) |

| \| Classificação por etapas \| Classificação por etapas \| Classificação por etapas \| Classificação por etapas \| Classificação por etapas \| \| Ciclista \| Ciclista \| Equipe \| Tempo \| \| \| ------------------------ \| ------------------------ \| ------------------------ \| ------------------------ \| ------------------------ \| \| 1. \| Wout Poels \| Team Sky \| 3h59m03s \| \| \| 2. \| Dario Cataldo \| Astana \| + 11s \| \| \| 3. \| Gaëtan Bille \| Wanty-Groupe Gobert \| + 11s \| \| \| 4. \| Kanstantsin Sivtsov \| Dimension Data \| + 11s \| \| \| 5. \| Carlos Verona \| Etixx-Quick Step \| + 13s \| \| \| 6. \| Simon Gerrans \| Orica-GreenEDGE \| + 33s \| \| \| 7. \| Alexey Tsatevich \| Katusha \| + 33s \| \| \| 8. \| Enrico Gasparotto \| Wanty-Groupe Gobert \| + 33s \| \| \| 9. \| Davide Cimolai \| Lampre-Merida \| + 33s \| \| \| 10. \| Ben Swift \| Team Sky \| + 33s \| \| |                     |                     |          |
| |                     |                     |          |
| Fonte: ProCyclingStats |                     |                     |          |
| Classificação por etapas |                     |                     |          |
| Ciclista | Ciclista            | Equipe              | Tempo    |
| 1. | Wout Poels          | Team Sky            | 3h59m03s |
| 2. | Dario Cataldo       | Astana              | + 11s    |
| 3. | Gaëtan Bille        | Wanty-Groupe Gobert | + 11s    |
| 4. | Kanstantsin Sivtsov | Dimension Data      | + 11s    |
| 5. | Carlos Verona       | Etixx-Quick Step    | + 13s    |
| 6. | Simon Gerrans       | Orica-GreenEDGE     | + 33s    |
| 7. | Alexey Tsatevich    | Katusha             | + 33s    |
| 8. | Enrico Gasparotto   | Wanty-Groupe Gobert | + 33s    |
| 9. | Davide Cimolai      | Lampre-Merida       | + 33s    |
| 10. | Ben Swift           | Team Sky            | + 33s    |

| \| Classificação geral \| Classificação geral \| Classificação geral \| Classificação geral \| Classificação geral \| \| Ciclista \| Ciclista \| Equipe \| Tempo \| \| \| ------------------- \| ------------------- \| ---------------------- \| ------------------- \| ------------------- \| \| 1. \| Nairo Quintana \| Movistar Team \| 23h01m19s \| \| \| 2. \| Alberto Contador \| Tinkoff \| + 7s \| \| \| 3. \| Richie Porte \| BMC Racing Team \| + 17s \| \| \| 4. \| Daniel Martin \| Etixx-Quick Step \| + 21s \| \| \| 5. \| Tejay van Garderen \| BMC Racing Team \| + 27s \| \| \| 6. \| Romain Bardet \| AG2R La Mondiale \| + 32s \| \| \| 7. \| Ilnur Zakarin \| Katusha \| + 42s \| \| \| 8. \| Chris Froome \| Team Sky \| + 46s \| \| \| 9. \| Hugh Carthy \| Caja Rural-Seguros RGA \| + 1m01s \| \| \| 10. \| Rigoberto Urán \| Cannondale \| + 1m16s \| \| |                    |                        |           |
| |                    |                        |           |
| Fonte: ProCyclingStats |                    |                        |           |
| Classificação geral |                    |                        |           |
| Ciclista | Ciclista           | Equipe                 | Tempo     |
| 1. | Nairo Quintana     | Movistar Team          | 23h01m19s |
| 2. | Alberto Contador   | Tinkoff                | + 7s      |
| 3. | Richie Porte       | BMC Racing Team        | + 17s     |
| 4. | Daniel Martin      | Etixx-Quick Step       | + 21s     |
| 5. | Tejay van Garderen | BMC Racing Team        | + 27s     |
| 6. | Romain Bardet      | AG2R La Mondiale       | + 32s     |
| 7. | Ilnur Zakarin      | Katusha                | + 42s     |
| 8. | Chris Froome       | Team Sky               | + 46s     |
| 9. | Hugh Carthy        | Caja Rural-Seguros RGA | + 1m01s   |
| 10. | Rigoberto Urán     | Cannondale             | + 1m16s   |

### Etapa 6
| Sant Joan Despí - Vilanova i la Geltrú | etapa plana | (197,2 km) |

| \| Classificação por etapas \| Classificação por etapas \| Classificação por etapas \| Classificação por etapas \| Classificação por etapas \| \| Ciclista \| Ciclista \| Equipe \| Tempo \| \| \| ------------------------ \| ------------------------ \| ------------------------ \| ------------------------ \| ------------------------ \| \| 1. \| Davide Cimolai \| Lampre-Merida \| 4h35m13s \| \| \| 2. \| Nikias Arndt \| Giant-Alpecin \| + 0s \| \| \| 3. \| Tosh Van der Sande \| Lotto-Soudal \| + 0s \| \| \| 4. \| Simon Gerrans \| Orica-GreenEDGE \| + 0s \| \| \| 5. \| Daryl Impey \| Orica-GreenEDGE \| + 0s \| \| \| 6. \| Petr Vakoč \| Etixx-Quick Step \| + 0s \| \| \| 7. \| Alexey Tsatevich \| Katusha \| + 0s \| \| \| 8. \| Jonas Van Genechten \| IAM Cycling \| + 0s \| \| \| 9. \| Bert-Jan Lindeman \| LottoNL-Jumbo \| + 0s \| \| \| 10. \| Lorrenzo Manzin \| FDJ \| + 0s \| \| |                     |                  |          |
| |                     |                  |          |
| Fonte: ProCyclingStats |                     |                  |          |
| Classificação por etapas |                     |                  |          |
| Ciclista | Ciclista            | Equipe           | Tempo    |
| 1. | Davide Cimolai      | Lampre-Merida    | 4h35m13s |
| 2. | Nikias Arndt        | Giant-Alpecin    | + 0s     |
| 3. | Tosh Van der Sande  | Lotto-Soudal     | + 0s     |
| 4. | Simon Gerrans       | Orica-GreenEDGE  | + 0s     |
| 5. | Daryl Impey         | Orica-GreenEDGE  | + 0s     |
| 6. | Petr Vakoč          | Etixx-Quick Step | + 0s     |
| 7. | Alexey Tsatevich    | Katusha          | + 0s     |
| 8. | Jonas Van Genechten | IAM Cycling      | + 0s     |
| 9. | Bert-Jan Lindeman   | LottoNL-Jumbo    | + 0s     |
| 10. | Lorrenzo Manzin     | FDJ              | + 0s     |

| \| Classificação geral \| Classificação geral \| Classificação geral \| Classificação geral \| Classificação geral \| \| Ciclista \| Ciclista \| Equipe \| Tempo \| \| \| ------------------- \| ------------------- \| ---------------------- \| ------------------- \| ------------------- \| \| 1. \| Nairo Quintana \| Movistar Team \| 27h36m32s \| \| \| 2. \| Alberto Contador \| Tinkoff \| + 7s \| \| \| 3. \| Richie Porte \| BMC Racing Team \| + 17s \| \| \| 4. \| Daniel Martin \| Etixx-Quick Step \| + 18s \| \| \| 5. \| Tejay van Garderen \| BMC Racing Team \| + 27s \| \| \| 6. \| Romain Bardet \| AG2R La Mondiale \| + 31s \| \| \| 7. \| Ilnur Zakarin \| Katusha \| + 42s \| \| \| 8. \| Chris Froome \| Team Sky \| + 46s \| \| \| 9. \| Hugh Carthy \| Caja Rural-Seguros RGA \| + 1m01s \| \| \| 10. \| Rigoberto Urán \| Cannondale \| + 1m16s \| \| |                    |                        |           |
| |                    |                        |           |
| Fonte: ProCyclingStats |                    |                        |           |
| Classificação geral |                    |                        |           |
| Ciclista | Ciclista           | Equipe                 | Tempo     |
| 1. | Nairo Quintana     | Movistar Team          | 27h36m32s |
| 2. | Alberto Contador   | Tinkoff                | + 7s      |
| 3. | Richie Porte       | BMC Racing Team        | + 17s     |
| 4. | Daniel Martin      | Etixx-Quick Step       | + 18s     |
| 5. | Tejay van Garderen | BMC Racing Team        | + 27s     |
| 6. | Romain Bardet      | AG2R La Mondiale       | + 31s     |
| 7. | Ilnur Zakarin      | Katusha                | + 42s     |
| 8. | Chris Froome       | Team Sky               | + 46s     |
| 9. | Hugh Carthy        | Caja Rural-Seguros RGA | + 1m01s   |
| 10. | Rigoberto Urán     | Cannondale             | + 1m16s   |

### Etapa 7
| Barcelona - Montjuïc | etapa escarpada | (136,4 km) |

| \| Classificação por etapas \| Classificação por etapas \| Classificação por etapas \| Classificação por etapas \| Classificação por etapas \| \| Ciclista \| Ciclista \| Equipe \| Tempo \| \| \| ------------------------ \| ------------------------ \| -------------------------- \| ------------------------ \| ------------------------ \| \| 1. \| Alexey Tsatevich \| Katusha \| 3h13m33s \| \| \| 2. \| Primož Roglič \| LottoNL-Jumbo \| + 0s \| \| \| 3. \| Jarlinson Pantano \| IAM Cycling \| + 14s \| \| \| 4. \| Wout Poels \| Team Sky \| + 14s \| \| \| 5. \| Daryl Impey \| Orica-GreenEDGE \| + 14s \| \| \| 6. \| Rigoberto Urán \| Cannondale \| + 14s \| \| \| 7. \| Rudy Molard \| Cofidis, Solutions Crédits \| + 14s \| \| \| 8. \| Romain Bardet \| AG2R La Mondiale \| + 14s \| \| \| 9. \| Enrico Gasparotto \| Wanty-Groupe Gobert \| + 14s \| \| \| 10. \| Carlos Barbero \| Caja Rural-Seguros RGA \| + 14s \| \| |                   |                            |          |
| |                   |                            |          |
| Fonte: ProCyclingStats |                   |                            |          |
| Classificação por etapas |                   |                            |          |
| Ciclista | Ciclista          | Equipe                     | Tempo    |
| 1. | Alexey Tsatevich  | Katusha                    | 3h13m33s |
| 2. | Primož Roglič     | LottoNL-Jumbo              | + 0s     |
| 3. | Jarlinson Pantano | IAM Cycling                | + 14s    |
| 4. | Wout Poels        | Team Sky                   | + 14s    |
| 5. | Daryl Impey       | Orica-GreenEDGE            | + 14s    |
| 6. | Rigoberto Urán    | Cannondale                 | + 14s    |
| 7. | Rudy Molard       | Cofidis, Solutions Crédits | + 14s    |
| 8. | Romain Bardet     | AG2R La Mondiale           | + 14s    |
| 9. | Enrico Gasparotto | Wanty-Groupe Gobert        | + 14s    |
| 10. | Carlos Barbero    | Caja Rural-Seguros RGA     | + 14s    |

## Classificações finais
- As classificações finalizaram da seguinte forma:[5]

### Classificação geral
| \| Classificação geral \| Classificação geral \| Classificação geral \| Classificação geral \| Classificação geral \| \| Ciclista \| Ciclista \| Equipe \| Tempo \| \| \| ------------------- \| ------------------- \| ---------------------- \| ------------------- \| ------------------- \| \| 1. \| Nairo Quintana \| Movistar Team \| 30h50m19s \| \| \| 2. \| Alberto Contador \| Tinkoff \| + 7s \| \| \| 3. \| Daniel Martin \| Etixx-Quick Step \| + 17s \| \| \| 4. \| Richie Porte \| BMC Racing Team \| + 17s \| \| \| 5. \| Tejay van Garderen \| BMC Racing Team \| + 27s \| \| \| 6. \| Romain Bardet \| AG2R La Mondiale \| + 31s \| \| \| 7. \| Ilnur Zakarin \| Katusha \| + 42s \| \| \| 8. \| Chris Froome \| Team Sky \| + 46s \| \| \| 9. \| Hugh Carthy \| Caja Rural-Seguros RGA \| + 1m01s \| \| \| 10. \| Rigoberto Urán \| Cannondale \| + 1m16s \| \| |                    |                        |           |
| |                    |                        |           |
| Fontes: ProCyclingStats Cycling Quotient Cycling Archives |                    |                        |           |
| Classificação geral |                    |                        |           |
| Ciclista | Ciclista           | Equipe                 | Tempo     |
| 1. | Nairo Quintana     | Movistar Team          | 30h50m19s |
| 2. | Alberto Contador   | Tinkoff                | + 7s      |
| 3. | Daniel Martin      | Etixx-Quick Step       | + 17s     |
| 4. | Richie Porte       | BMC Racing Team        | + 17s     |
| 5. | Tejay van Garderen | BMC Racing Team        | + 27s     |
| 6. | Romain Bardet      | AG2R La Mondiale       | + 31s     |
| 7. | Ilnur Zakarin      | Katusha                | + 42s     |
| 8. | Chris Froome       | Team Sky               | + 46s     |
| 9. | Hugh Carthy        | Caja Rural-Seguros RGA | + 1m01s   |
| 10. | Rigoberto Urán     | Cannondale             | + 1m16s   |

### Classificação da montanha
| Classificação da montanha | Classificação da montanha | Classificação da montanha | Classificação da montanha | Classificação da montanha |
| Ciclista                  | Ciclista                  | Equipe                    | Pontos                    |                           |
| ------------------------- | ------------------------- | ------------------------- | ------------------------- | ------------------------- |
| 1.                        | Thomas De Gendt           | Lotto-Soudal              | 117 pts                   |                           |
| 2.                        | Boris Dron                | Wanty-Groupe Gobert       | 97 pts                    |                           |
| 3.                        | Pieter Weening            | Roompot-Oranje Peloton    | 66 pts                    |                           |
| 4.                        | Alberto Contador          | Tinkoff                   | 56 pts                    |                           |
| 5.                        | Nairo Quintana            | Movistar Team             | 53 pts                    |                           |
| 6.                        | Richie Porte              | BMC Racing Team           | 52 pts                    |                           |
| 7.                        | Tejay van Garderen        | BMC Racing Team           | 40 pts                    |                           |
| 8.                        | Alexey Tsatevich          | Katusha                   | 40 pts                    |                           |
| 9.                        | Daniel Martin             | Etixx-Quick Step          | 38 pts                    |                           |
| 10.                       | Lluís Mas                 | Caja Rural-Seguros RGA    | 34 pts                    |                           |

### Classificação dos sprints (metas volantes)
| Classificação por velocidade | Classificação por velocidade | Classificação por velocidade | Classificação por velocidade | Classificação por velocidade |
| Ciclista                     | Ciclista                     | Equipe                       | Pontos                       |                              |
| ---------------------------- | ---------------------------- | ---------------------------- | ---------------------------- | ---------------------------- |
| 1.                           | Thomas De Gendt              | Lotto-Soudal                 | 15 pts                       |                              |
| 2.                           | Koen Bouwman                 | LottoNL-Jumbo                | 9 pts                        |                              |
| 3.                           | Daniel Martin                | Etixx-Quick Step             | 7 pts                        |                              |
| 4.                           | Alexey Tsatevich             | Katusha                      | 4 pts                        |                              |
| 5.                           | Bert-Jan Lindeman            | LottoNL-Jumbo                | 3 pts                        |                              |
| 6.                           | Carlos Verona                | Etixx-Quick Step             | 3 pts                        |                              |
| 7.                           | Louis Vervaeke               | Lotto-Soudal                 | 3 pts                        |                              |
| 8.                           | Lluís Mas                    | Caja Rural-Seguros RGA       | 3 pts                        |                              |
| 9.                           | Kévin Réza                   | FDJ                          | 3 pts                        |                              |
| 10.                          | Kanstantsin Sivtsov          | Dimension Data               | 2 pts                        |                              |

### Classificação dos jovens
| Classificação dos jovens | Classificação dos jovens | Classificação dos jovens | Classificação dos jovens | Classificação dos jovens |
| Ciclista                 | Ciclista                 | Equipe                   | Tempo                    |                          |
| ------------------------ | ------------------------ | ------------------------ | ------------------------ | ------------------------ |
| 1.                       | Hugh Carthy              | Caja Rural-Seguros RGA   | 30h51m20s                |                          |
| 2.                       | Davide Formolo           | Cannondale               | + 44s                    |                          |
| 3.                       | Louis Vervaeke           | Lotto-Soudal             | + 1m11s                  |                          |
| 4.                       | Merhawi Kudus            | Dimension Data           | + 1m22s                  |                          |
| 5.                       | Warren Barguil           | Giant-Alpecin            | + 1m45s                  |                          |
| 6.                       | Antonio Molina           | Caja Rural-Seguros RGA   | + 3m07s                  |                          |
| 7.                       | Carlos Verona            | Etixx-Quick Step         | + 4m10s                  |                          |
| 8.                       | Joe Dombrowski           | Cannondale               | + 9m21s                  |                          |
| 9.                       | Miguel Ángel López       | Astana                   | + 14m30s                 |                          |
| 10.                      | Nathan Brown             | Cannondale               | + 16m41s                 |                          |

### Classificação por equipas
| Classificação por equipes | Classificação por equipes | Classificação por equipes | Classificação por equipes |
| Equipe                    | Equipe                    | Tempo                     |                           |
| ------------------------- | ------------------------- | ------------------------- | ------------------------- |
| 1.                        | BMC Racing Team           | 92h34m46s                 |                           |
| 2.                        | Cannondale                | + 1m08s                   |                           |
| 3.                        | Katusha                   | + 4m22s                   |                           |
| 4.                        | AG2R La Mondiale          | + 5m50s                   |                           |
| 5.                        | Caja Rural-Seguros RGA    | + 6m40s                   |                           |
| 6.                        | Astana                    | + 6m46s                   |                           |
| 7.                        | Lotto-Soudal              | + 7m09s                   |                           |
| 8.                        | Sky                       | + 8m03s                   |                           |
| 9.                        | Movistar Team             | + 9m44s                   |                           |
| 10.                       | IAM Cycling               | + 15m01s                  |                           |

## Evolução das classificações
| Etapa (Vencedor)              | Classificação geral | Classificação da montanha | Classificação dos sprint | Classificação dos jovens | Classificação dos catalães | Classificação por equipas |
| ----------------------------- | ------------------- | ------------------------- | ------------------------ | ------------------------ | -------------------------- | ------------------------- |
| 1.ª etapa (Nacer Bouhanni)    | Nacer Bouhanni      | Cameron Meyer             | Louis Vervaeke           | Louis Vervaeke           | Eduard Prades              | Giant-Alpecin             |
| 2.ª etapa (Nacer Bouhanni)    | Nacer Bouhanni      | Boris Dron                | Thomas de Gendt          | Louis Vervaeke           | Eduard Prades              | Sky                       |
| 3.ª etapa (Daniel Martin)     | Daniel Martin       | Boris Dron                | Koen Bouwman             | Davide Formolo           | Joaquim Rodríguez          | BMC Racing                |
| 4.ª etapa (Thomas de Gendt)   | Nairo Quintana      | Thomas de Gendt           | Thomas de Gendt          | Hugh Carthy              | Joaquim Rodríguez          | BMC Racing                |
| 5.ª etapa (Wout Poels)        | Nairo Quintana      | Thomas de Gendt           | Thomas de Gendt          | Hugh Carthy              | Joaquim Rodríguez          | BMC Racing                |
| 6.ª etapa (Davide Cimolai)    | Nairo Quintana      | Thomas de Gendt           | Thomas de Gendt          | Hugh Carthy              | Joaquim Rodríguez          | BMC Racing                |
| 7.ª etapa (Alekséi Tsatevich) | Nairo Quintana      | Thomas de Gendt           | Thomas de Gendt          | Hugh Carthy              | Joaquim Rodríguez          | BMC Racing                |
| Final                         | Nairo Quintana      | Thomas de Gendt           | Thomas de Gendt          | Hugh Carthy              | Joaquim Rodríguez          | BMC Racing                |

## UCI World Tour
A Volta à Catalunha outorga pontos para o UCI WorldTour de 2016, para corredores de equipas nas categorias UCI ProTeam, Profissional Continental e Equipas Continentais. As seguintes tabelas são o barómetro de pontuação e os corredores que obtiveram pontos:
| Posição             | 1.º | 2.º | 3.º | 4.º | 5.º | 6.º | 7.º | 8.º | 9.º | 10.º |
| Classificação geral | 100 | 80  | 70  | 60  | 50  | 40  | 30  | 20  | 10  | 4    |
| Por etapa           | 6   | 4   | 2   | 1   | 1   |     |     |     |     |      |

| Classificação | Classificação      | Classificação          | Classificação | Classificação | Classificação |
| Posição       | Ciclista           | Equipa                 | Geral         | Etapa         | Total         |
| ------------- | ------------------ | ---------------------- | ------------- | ------------- | ------------- |
| 1.º           | Nairo Quintana     | Movistar               | 100           | 4             | 104           |
| 2.º           | Alberto Contador   | Tinkoff                | 80            | 5             | 85            |
| 3.º           | Daniel Martin      | Etixx-Quick Step       | 70            | 6             | 76            |
| 4.º           | Richie Porte       | BMC Racing             | 60            | 3             | 63            |
| 5.º           | Tejay van Garderen | BMC Racing             | 50            | 2             | 52            |
| 6.º           | Romain Bardet      | AG2R La Mondiale       | 40            | 2             | 42            |
| 7.º           | Ilnur Zakarin      | Katusha                | 30            | -             | 30            |
| 8.º           | Christopher Froome | Sky                    | 20            | -             | 20            |
| 9.º           | Hugh Carthy        | Caja Rural-Seguros RGA | 10            | -             | 10            |
| 10.º          | Rigoberto Urán     | Cannondale             | 4             | -             | 4             |

| Resto de corredores | Resto de corredores | Resto de corredores        | Resto de corredores | Resto de corredores | Resto de corredores |
| Posição             | Ciclista            | Equipa                     | Geral               | Etapa               | Total               |
| ------------------- | ------------------- | -------------------------- | ------------------- | ------------------- | ------------------- |
| 11.º                | Nacer Bouhanni      | Cofidis, Solutions Crédits | -                   | 12                  | 12                  |
| 12.º                | Wout Poels          | Sky                        | -                   | 8                   | 8                   |
| 13.º                | Alekséi Tsatevich   | Katusha                    | -                   | 7                   | 7                   |
| 14.º                | Thomas de Gendt     | Lotto Soudal               | -                   | 6                   | 6                   |
| 15.º                | Davide Cimolai      | Lampre-Merida              | -                   | 6                   | 6                   |
| 16.º                | Ben Swift           | Sky                        | -                   | 4                   | 4                   |
| 17.º                | Daryl Impey         | Orica GreenEDGE            | -                   | 4                   | 4                   |
| 18.º                | Gianni Meersman     | Etixx-Quick Step           | -                   | 4                   | 4                   |
| 19.º                | Dario Cataldo       | Astana                     | -                   | 4                   | 4                   |
| 20.º                | Nikias Arndt        | Team Giant-Alpecin         | -                   | 4                   | 4                   |
| 21.º                | Primož Roglič       | Team LottoNL-Jumbo         | -                   | 4                   | 4                   |
| 22.º                | Jarlinson Pantano   | IAM Cycling                | -                   | 2                   | 2                   |
| 23.º                | Philippe Gilbert    | BMC Racing                 | -                   | 2                   | 2                   |
| 24.º                | Gaetan Bille        | Wanty-Groupe Gobert        | -                   | 2                   | 2                   |
| 25.º                | Tosh Van Der Sande  | Lotto Soudal               | -                   | 2                   | 2                   |
| 26.º                | Enrico Gasparotto   | Wanty-Groupe Gobert        | -                   | 1                   | 1                   |
| 27.º                | Carlos Barbero      | Caja Rural-Seguros RGA     | -                   | 1                   | 1                   |
| 28.º                | Kanstantsin Siutsou | Dimension Data             | -                   | 1                   | 1                   |
| 29.º                | Carlos Verona       | Etixx-Quick Step           | -                   | 1                   | 1                   |
| 30.º                | Simon Gerrans       | Orica GreenEDGE            | -                   | 1                   | 1                   |

Ademais, também outorgou pontos para o UCI World Ranking (classificação global de todas as carreiras internacionais).
| Posição             | 1.º | 2.º | 3.º | 4.º | 5.º | 6.º | 7.º | 8.º | 9.º | 10.º |
| Classificação geral | 400 | 320 | 260 | 220 | 180 | 140 | 120 | 100 | 80  | 68   |
| Por etapa           | 50  | 20  | 8   |     |     |     |     |     |     |      |
| Líder               | 8   |     |     |     |     |     |     |     |     |      |

| Classificação | Classificação      | Classificação          | Classificação | Classificação | Classificação | Classificação |
| Posição       | Ciclista           | Equipa                 | Geral         | Etapa         | Líder         | Total         |
| ------------- | ------------------ | ---------------------- | ------------- | ------------- | ------------- | ------------- |
| 1.º           | Nairo Quintana     | Movistar               | 400           | 20            | 32            | 452           |
| 2.º           | Alberto Contador   | Tinkoff                | 320           | 20            | -             | 340           |
| 3.º           | Daniel Martin      | Etixx-Quick Step       | 260           | 50            | 8             | 318           |
| 4.º           | Richie Porte       | BMC Racing             | 220           | 8             | -             | 228           |
| 5.º           | Tejay van Garderen | BMC Racing             | 180           | -             | -             | 180           |
| 6.º           | Romain Bardet      | AG2R La Mondiale       | 140           | 8             | -             | 148           |
| 7.º           | Ilnur Zakarin      | Katusha                | 120           | -             | -             | 120           |
| 8.º           | Christopher Froome | Sky                    | 100           | -             | -             | 100           |
| 9.º           | Hugh Carthy        | Caja Rural-Seguros RGA | 80            | -             | -             | 80            |
| 10.º          | Rigoberto Urán     | Cannondale             | 68            | -             | -             | 68            |